# Twierdza. Tarczą i mieczem
Twierdza. Tarczą i mieczem (ros. Крепость. Щитом и мечом) – rosyjski film animowany z 2015 roku w reżyserii Fiodora Dmitrijewa. Produkcja skierowana jest dla dzieci od lat sześciu. Opowiada o wydarzeniach z 1609 roku, kiedy wojska Rzeczypospolitej oblegały broniony przez Rosjan Smoleńsk. Czarnym charakterem jest polski król Zygmunt III Waza, natomiast główną postacią pozytywną jest rosyjski car.

## Obsada
- Jelena Szulman jako Saszka
- Piotr Fiodorow jako Michaił Szein, wojewoda
- Jekatierina Gorochowska jako Fiodor
- Wadim Nikitin jako dziad
- Jewgienij Styczkin jako Zygmunt III Waza, polski król
- Oleg Kulikowicz jako Aleksiej Iwanowicz
- Siergiej Russkin jako kardynał
- Anatolij Pietrow jako Stanisław Żółkiewski, polski hetman
- Aleksandr Bojarski jako Filimon, piekarz
- Michaił Chrustalow jako Nikołaj

## Fabuła
"1609 rok, trwa wojna. Polsko-litewskie wojska otoczyły Smoleńsk, ale rosyjski garnizon z wojewodą Michaiłem Szeinem na czele gotów jest bronić się do końca. Smoleńsk to główna twierdza na drodze do Moskwy, nie można więc poddać jej bez boju...".
Bohaterami filmy są rosyjskie dzieci, które chcą walczyć z Polakami. Zygmunt III Waza został przedstawiony jako zniewieściały i podstępny król Polski, który jest głównym czarnym charakterem. Uosobieniem natomiast dobra i sprawiedliwości jest car, którego wzywa główny bohater Saszka. Jest to postać magiczna, posiadająca wyjątkową moc oraz atrybuty w postaci tarczy i miecza.

## Krytyka
Film jest uważany za antypolski. Ma na celu umacnianie wśród młodych Rosjan wizerunku złych Polaków na podstawie wydarzeń historycznych z początków XVII wieku. Film wywołał reakcje nie tylko w Polsce, ale także na Białorusi, która kilka wieków temu była częścią Rzeczypospolitej Obojga Narodów. Przodkowie dzisiejszych Białorusinów walczyli po stronie Rzeczypospolitej przeciwko Carstwu Rosyjskiemu, wspólnie z Polakami, Litwinami i Ukraińcami, dlatego też negatywne przedstawianie tych wojsk wywołało na Białorusi protesty.

## Niespójności historyczne
- W rzeczywistości król Polski był znacznie starszy (w chwili oblężenia miał 53 lata, ale w filmie ukazany jest jako młody człowiek)[6].
- W tamtym czasie zupełnie inny wygląd miały wieże twierdzy smoleńskiej (dachy w kształcie stożka dodano podczas przebudowy w XX w.)[7].
- 10 tysięcy ukraińskich Kozaków także wzięło udział w oblężeniu po stronie Rzeczypospolitej Obojga Narodów, ale nie ma ich w filmie[8].

## Nagrody
- 2016: XX Wszechrosyjski Festiwal Sztuk Wizualnych w centrum dziecięcym "Orzełek" – najlepsza pełnometrażowa animacja[9]
- 2016: XIII Międzynarodowy Festiwal Dobroczynności "Promienisty anioł" w nominacji "Animowane kino" – 3 miejsce[10]